# Sigrid (zangeres)
Sigrid Solbakk Raabe (Ålesund, 5 september 1996), beter bekend onder haar artiestennaam Sigrid, is een Noorse zangeres. In 2017 behaalde ze internationaal succes met haar single "Don't Kill My Vibe".

## Biografie en carrière

### Begin
Sigrid werd geboren in het Noorse Ålesund. Gedurende haar jeugd raakte ze geïnspireerd door Joni Mitchell en Neil Young. Ze begon haar professionele carrière in 2013, na het uitbrengen van haar debuutsingle "Sun". Dit nummer wordt als haar nationale doorbraak in Noorwegen beschouwd. Het daaropvolgende jaar tekende ze bij het Noorse platenlabel Petroleum Records, en trad ze op bij diverse festivals waaronder het Øyafestivalen in Noorwegen.

### Doorbraak en Sucker Punch: 2016-2020
In 2016 tekende ze bij het platenlabel Island Records om zo een internationale carrière na te jagen. Met dit label bracht ze in 2016 haar internationale debuutsingle uit, "Don't Kill My Vibe". Het nummer behaalde hitnoteringen in Noorwegen, Australië, Schotland en het Verenigd Koninkrijk. In Noorwegen werd de eerste grote single zelf bekroond met twee keer platina. Ze trad ook op bij Park Stage, Glastonbury Festival. De krant The Guardian hintte er zelfs op dat ze een potentiële gangmaker van het festival zou kunnen worden in de daaropvolgende jaren. Ze heeft ook meegewerkt aan de soundtrack van de game The Sims 4: Parenthood met een sim-achtige versie van haar hitsingle "Don't Kill My Vibe". Sigrid trad op bij het Reading en Leeds Festivals in augustus 2017. 

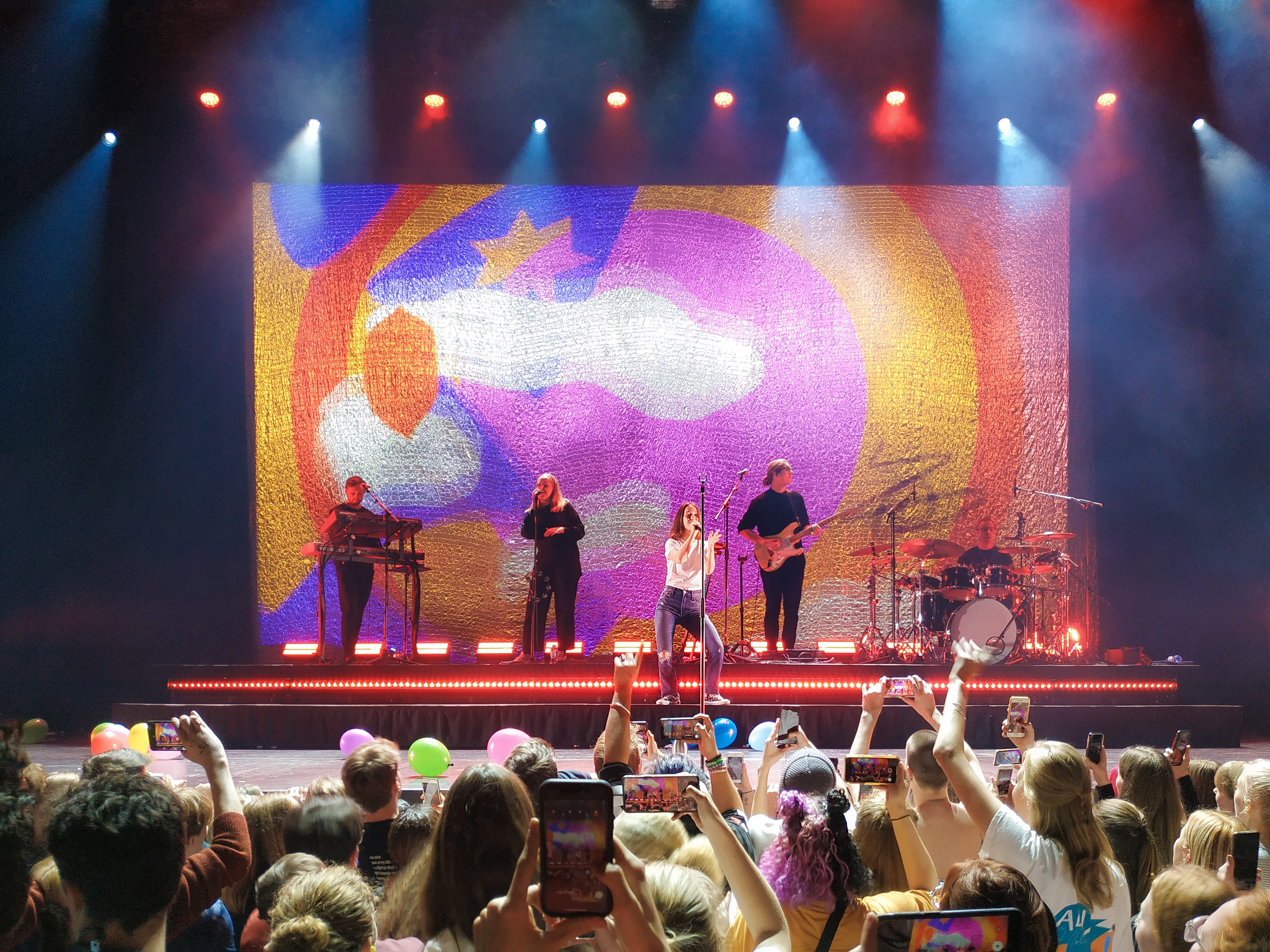
Sigrid treedt op in Ronda, TivoliVredenburg, Utrecht, 19 november 2019

 Ze heeft meegewerkt aan de soundtrack voor de superheldenfilm Justice League (2017) door een cover te zingen van Leonard Cohens klassieker Everybody knows uit 1988.
In 2017 bracht Sigrid nog twee singles uit: Plot Twist en Strangers, die laatste haalde hoge hitnoteringen in het Verenigd Koninkrijk en Noorwegen. In België kon het de tip-parade halen, doordat het veel gedownload werd op iTunes.
Voor haar tweede EP Raw bracht Sigrid in 2018 twee singles uit: Raw en High Five, hiervan werd High Five een kleine hit in het Verenigd Koninkrijk. 
In 2018 werd bekendgemaakt dat  Sigrid als de winnaar uit de bus was gekomen van BBC Music Sound of 2018. Dit is een erg prestigeuze wedstrijd voor beginnende muzikanten in het Verenigd Koninkrijk.
Na een kleine tournee door Europa te geven in 2018 (met shows in o.a. Brussel) en Amsterdam, werd Sigrid aangekondigd als voorprogramma voor twee artiesten: George Ezra en Maroon 5. In het najaar van 2019 ging ze op tournee in Noord-Amerika en Europa om haar debuutalbum te promoten.
In maart 2019 bracht Sigrid haar debuutalbum uit, dat Sucker Punch heet - hiervan was de gelijknamige single al uitgebracht. Ook eerder uitgebrachte nummers Don't Kill My Vibe en Strangers komen op het album te staan.
In de zomer van 2019 stapte haar bandleider en toetsenist Martin Vinje op na onenigheid met het management over arbeidsvoorwaarden. Zo zouden de muzikanten geen vast contract hebben terwijl hij continu beschikbaar moest zijn voor Sigrid en dus geen ander werk kon aannemen. Ook werd hij naar de standaard van de Noorse kunstenaarsvakbond onderbetaald. Daarnaast gaf hij aan te zijn gedwongen zonder werkvisum in de Verenigde Staten op te treden waarmee hij zijn carrière riskeerde.

### How To Let Go: 2021-heden
Op 6 mei 2022 bracht ze haar tweede album, How To Let Go uit. Op dit album, dat ze zelf beschrijft als een 'organic', zeker in vergelijking met Sucker Punch, staan zowel liedjes om zelfliefde aan te moedigen, zoals Mirror, als break-upsongs, zoals Thank Me Later en Mistake Like You. Het album werd in het algemeen positief onthaald.
Na op 11 augustus 2023 de single The Hype te hebben uitgebracht , bracht Sigrid op 6 oktober 2023 de single Ghost uit. Op deze datum, dat tevens samenviel met de start van haar "Norge 2023"-tour, werd ook bekendgemaakt dat op 27 oktober de EP The Hype wordt uitgebracht. Naast de eerder genoemde nummers The Hype en Ghost, zijn ook de nieuwe nummers Borderline en Wanted It To Be You op de EP te horen. 

## Tournees

### Als 'hoofdact'
- Sucker Punch Tour (2019)
- How To Let Go Tour (2022 en 2023)
- Norge klubb-turne (2023) (clubtour Noorwegen)

### Als 'support act'
- Maroon 5 - Europese shows (2019)
- George Ezra - Verenigd Koninkrijk (2019)

## Live-band

### Huidige bandleden
Sigrid's huidige live-band bestaat uit:
- Kasper Waag - drums
- Sondre Berg Abrahamsen - gitaar
- Liva Austad Sværen - basgitaar, toetsen en achtergrondzang
- Peder Kolsung - toetsen

### Voormalige bandleden
- Martin Vinje - toetsen
- Kristina Skyberg - achtergrondzang

## Discografie

### Albums
- 2019 - Sucker Punch (Island Records)
- 2022 - How To Let Go (Island Records)
- 2025 - There’s Always More That I Could Say (Island Records) (uitgavedatum 24-10-2025)[18]

### Ep's
- 2017 - Don't Kill My Vibe (Island Records)
- 2018 - Raw (Island Records)
- 2023 - The Hype (Island Records) (uitgavedatum 27-10-2023)

### Singles
| Jaar | Nummer                 | Samen met            | Album                                |
| ---- | ---------------------- | -------------------- | ------------------------------------ |
| 2017 | Don't Kill My Vibe     |                      | EP Don't Kill My Vibe                |
| 2017 | Plot Twist             |                      | EP Don't Kill My Vibe                |
| 2017 | Fake Friends           |                      | EP Don't Kill My Vibe                |
| 2017 | Dynamite               |                      | EP Don't Kill My Vibe                |
| 2017 | Everybody Knows        |                      | Voor film: Justice League            |
| 2017 | Strangers              |                      | Sucker Punch                         |
| 2018 | Raw                    |                      | EP Raw                               |
| 2018 | I Don't Want To Know   |                      | EP Raw                               |
| 2018 | High Five              |                      | EP Raw                               |
| 2018 | Focus (Demo)           |                      | EP Raw                               |
| 2018 | Schedules              |                      | EP Raw                               |
| 2018 | Sucker Punch           |                      | Sucker Punch                         |
| 2019 | Don't Feel Like Crying |                      | Sucker Punch                         |
| 2019 | Sight Of You           |                      | Sucker Punch                         |
| 2019 | Home To You            |                      | Voor film: The Aeronauts             |
| 2021 | Mirror                 |                      | How To Let Go                        |
| 2021 | Burning Bridges        |                      | How To Let Go                        |
| 2022 | Head On Fire           | GriffEN              | geen albumsingle                     |
| 2022 | It Gets Dark           |                      | How To Let Go                        |
| 2022 | Bad Life               | Bring Me The Horizon | How To Let Go                        |
| 2022 | Blue                   |                      | How To Let Go (Special Edition)      |
| 2023 | The Hype               |                      | EP The Hype                          |
| 2023 | Ghost                  |                      | EP The Hype                          |
| 2025 | Jellyfish              |                      | There’s Always More That I Could Say |
| 2025 | Fort Knox              |                      | There’s Always More That I Could Say |